# Taijiang
Taijiang (chinesisch 台江县, Pinyin Táijiāng Xiàn) ist ein chinesischer Kreis im Südosten der Provinz Guizhou. Er gehört zum Verwaltungsgebiet des Autonomen Bezirks Qiandongnan der Miao und Dong gehört. Taijiang hat eine Fläche von 1.080 km² und zählt 112.800 Einwohner (Stand: Ende 2018). Sein Hauptort ist das Straßenviertel Taigong (台拱街道).